# Ruth Velázquez

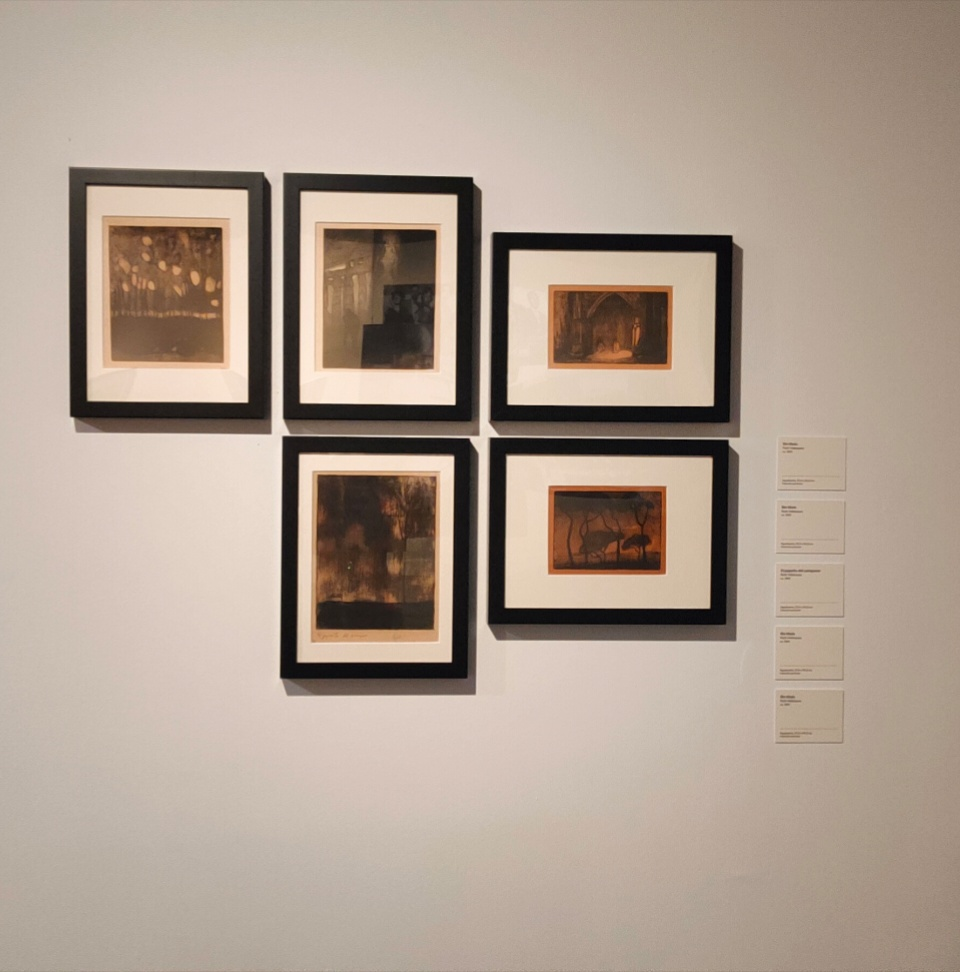
Ruth Velázquez. Cinco aguafuertes expuestos en la exposición de Las Sinsombrero, Madrid, 2020

Encarnación Velázquez Padilla, conocida como Ruth Velázquez, (Madrid, 1887-Madrid, 1969) fue una pintora y poeta española perteneciente a las vanguardias del siglo XX.

## Trayectoria
Casada con Alejandro Canetti poco más se sabe de su vida.
En 1921 Guillermo de la Torre en el n.º 12 de Ultra, revista difusora del ultraísmo, escribió un artículo bajo el título Dos pintores de Vanguardia. Ruth Velázquez y Santiago Vera en el que hizo un elogio de ambos pintores tras ver una exposición suya, adscribiéndoles al Ultraísmo.
En diciembre de 1922 la Revista de Bellas Artes, en su portada mostraba un aguafuerte en el que hay unas figuras espectrales en medio de un paisaje fantasmal. En el artículo es nombrada aguafuertista. Se dice de ella que permanece solo durante temporadas en Madrid y que es poco conocida en el ámbito artístico madrileño.
Expuso sus pinturas en el Salón de Otoño de 1932, con su obra La anunciación y La verbena en 1933 y en 1935.
En 1935 Velázquez publicó su única obra escrita, Sol de la noche con prólogo de Ramón Gómez de la Serna. Se publicó una nueva edición en 2021 a cargo de su biznieta Yanitzia Canetti.
En 1935 la revista publicada en Zaragoza Noreste, dirigida por Tomás Seral y Casas, decidió realizar un homenaje a las artistas vanguardistas en su número 10. En su portada aparecía La muerte del Pierrot, obra de Velázquez, al lado del poema La voz de Carmen Conde. En la página siguiente aparecía su poema en prosa Divagaciones. También aparecían las obras de Menchu Gal, Autorretrato; de Rosario Suárez-Castiello, Retrato; de Rosario de Velasco, El baño; de Ángeles Santos, Niña; de Norah Borges, Paisaje de Portugal y la escultura Sirena en tierra de la ceramista Dionisia Masdeu. Seral comentó además los libros de poemas Canciones en azul de María Dolores Arana; el suyo, Cadera del insomnio, con viñeta de Maruja Mallo; el ensayo Vidas de celuloide de Rosa Arciniega y el poemario de Velázquez, Sol de la noche. Este número se completó con una exposición con dibujos, libros y retratos fotográficos en la Librería Internacional de Zaragoza.
También en 1935, el Almanaque Literario lanzó una encuesta a escritores del momento. A la pregunta de "¿Qué tres libros se llevaría usted a una isla desierta?" respondió: "Uno y dos: La religión del hombre y El sentido de la Vida de Tagore. Tres: un libro en blanco para llenarlo".
Falleció en Madrid en 1969.

## Reconocimientos
En 2022, se realizó en Madrid la exposición sobre Las Sinsombrero en el que aparecía expuesta parte de su obra pictórica.